# 아이치현 제7구
아이치현 제7구(愛知県 第7区)는 일본의 중의원 선거구이다. 1994년 공직선거법으로 신설되었다.

## 지역
- 세토시 일부
- 오부 시
- 오와리아사히시
- 도요아케시
- 닛신시
- 나가쿠테시
- 아이치군